# 블레이크 챈시
블레이크 챈시(Blake Chancey, 1962년 9월 11일 ~ )는 미국의 음악 프로듀서이다.